# Elektrownia jądrowa Sendai
Elektrownia jądrowa Sendai (jap. 川内原子力発電所 Sendai genshi-ryoku hatsuden-sho) – japońska elektrownia jądrowa położona w sąsiedztwie miasta Satsumasendai, w prefekturze Kagoshima, u ujścia rzeki Sendai. Elektrownia posiada dwa bloki energetyczne z reaktorami typu PWR. Jej właścicielem i operatorem jest firma Kyūshū Electric Power Company.

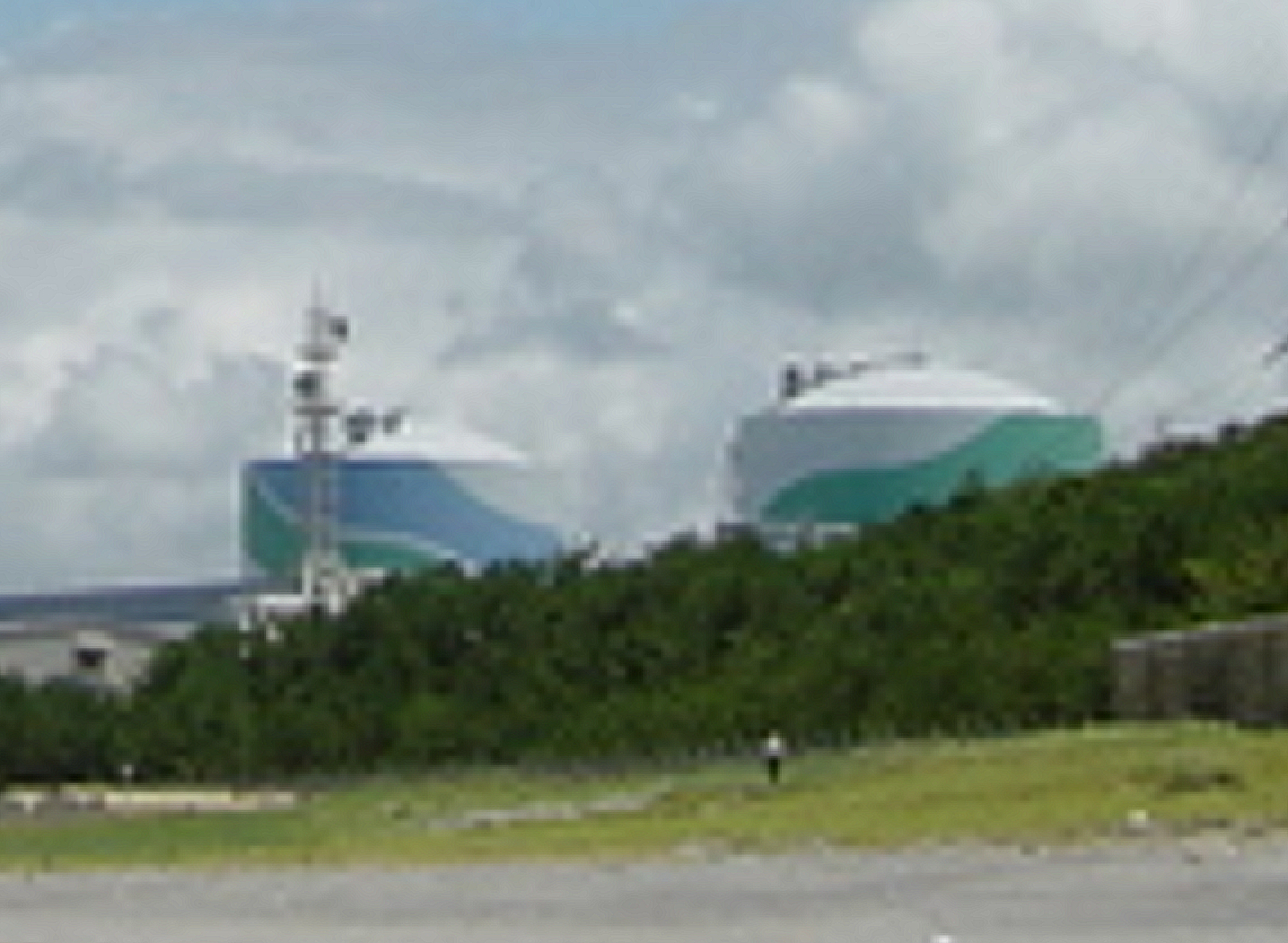
Kopuły bloków jądrowych EJ Sendai

Elektrownia zajmuje powierzchnię 1,45 km² i zatrudnia 1067, w tym 790 pośrednio.

## Reaktory
| Nazwa bloku | Rodzaj reaktora | Producent                   | Rozpoczęcie budowy   | Stan krytyczny   | Włącz. do sieci  | Moc elektr. netto | Moc elektr. brutto | Moc termiczna | L. zestaw. paliw. | Koszt całk. bloku |
| ----------- | --------------- | --------------------------- | -------------------- | ---------------- | ---------------- | ----------------- | ------------------ | ------------- | ----------------- | ----------------- |
| Sendai-1    | PWR typu M      | Mitsubishi Heavy Industries | 31 grudnia 1979      | 25 sierpnia 1983 | 16 września 1983 | 846 MW            | 890 MW             | 2660 MW       |                   |                   |
| Sendai-2    | PWR typu M      | Mitsubishi Heavy Industries | 31 października 1981 | 18 marca 1985    | 5 kwietnia 1985  | 846 MW            | 890 MW             | 2660 MW       |                   |                   |
| Sendai-3    | APWR            |                             | planowana na 2014    |                  |                  | 1538 MW           |                    |               |                   |                   |

## Zdarzenia
W latach 1994–2010 w elektrowni miało miejsce 11 usterek lub zdarzeń o których powiadomiono japoński urząd dozoru jądrowego. Dziewięć zostało sklasyfikowanych na poziomie zerowym skali INES, tj. jako odchylenie bez znaczenia dla bezpieczeństwa. Dwie nie podlegały klasyfikacji INES.